# 마젤란 망원경

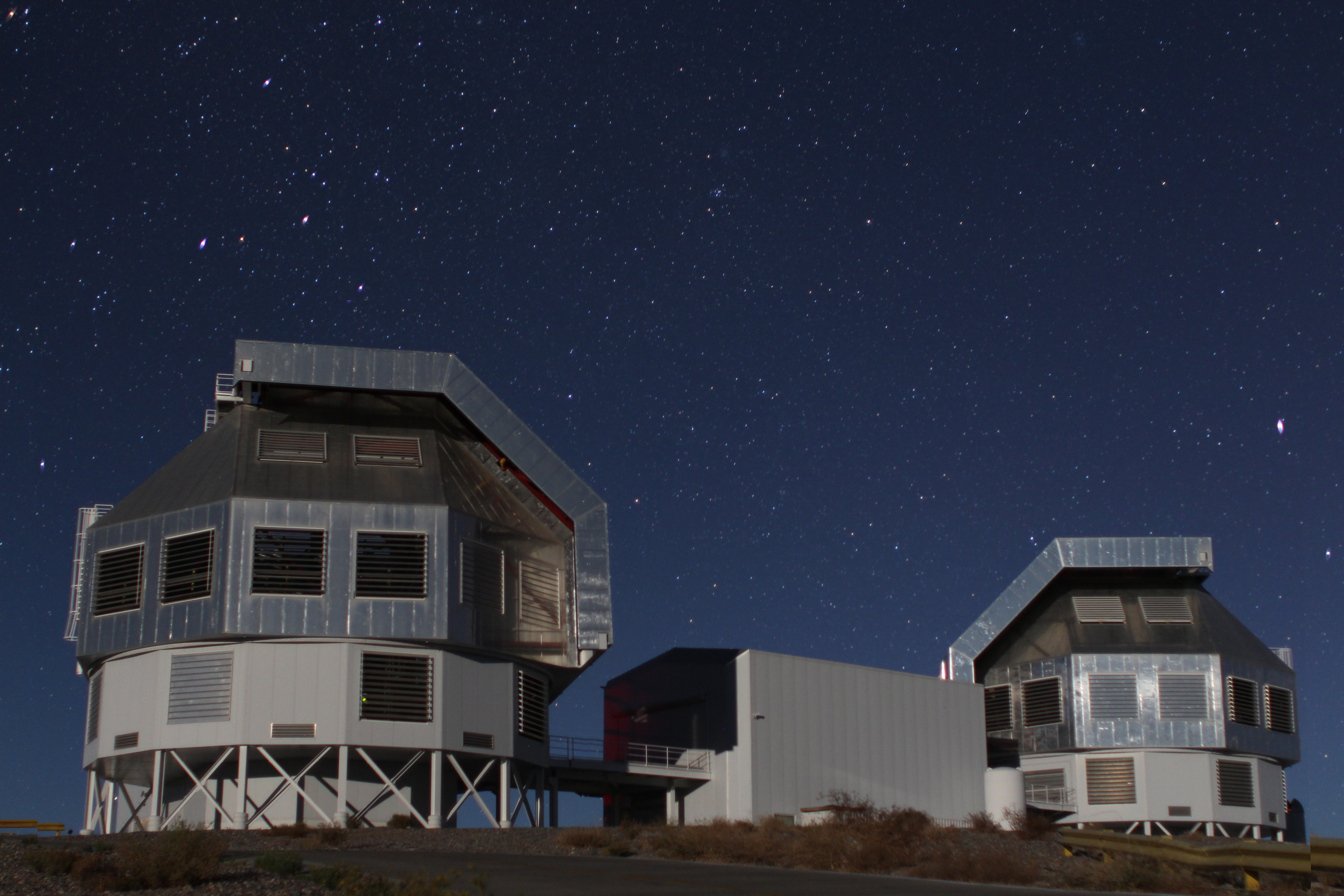

마젤란 망원경(Magellan Telescopes)은 칠레의 라스 캄파나스 천문대에 위치한 직경 6.5미터(21피트)의 광학 망원경 한 쌍이다. 두 망원경의 이름은 천문학자 발터 바데와 자선가 랜던 T. 클레이(Landon T. Clay)의 이름을 따서 명명되었다. 망원경의 첫 번째 빛은 바데의 경우 2000년 9월 15일에, 클레이의 경우 2002년 9월 7일에 있었다. 워싱턴 카네기 연구소, 애리조나대학교, 하버드대학교, 미시간대학교, 매사추세츠공과대학으로 구성된 컨소시엄이 쌍둥이 망원경을 제작하고 운영하고 있다. 망원경의 이름은 16세기 포르투갈 탐험가 페르디난드 마젤란의 이름을 따서 명명되었다.
거대 마젤란 망원경(GMT)은 미국 초대형 망원경 프로그램의 일환으로 건설 중인 초대형 망원경이다.

## 같이 보기
- 거대 마젤란 망원경